# 10063 Erinleeryan
10063 Erinleeryan eller 1988 SZ2 är en asteroid i huvudbältet som upptäcktes den 16 september 1988 av den amerikanska astronomen Schelte J. Bus vid Cerro Tololo. Den är uppkallad efter Erin Lee Ryan.
Den tillhör asteroidgruppen Hilda.